# Tondo

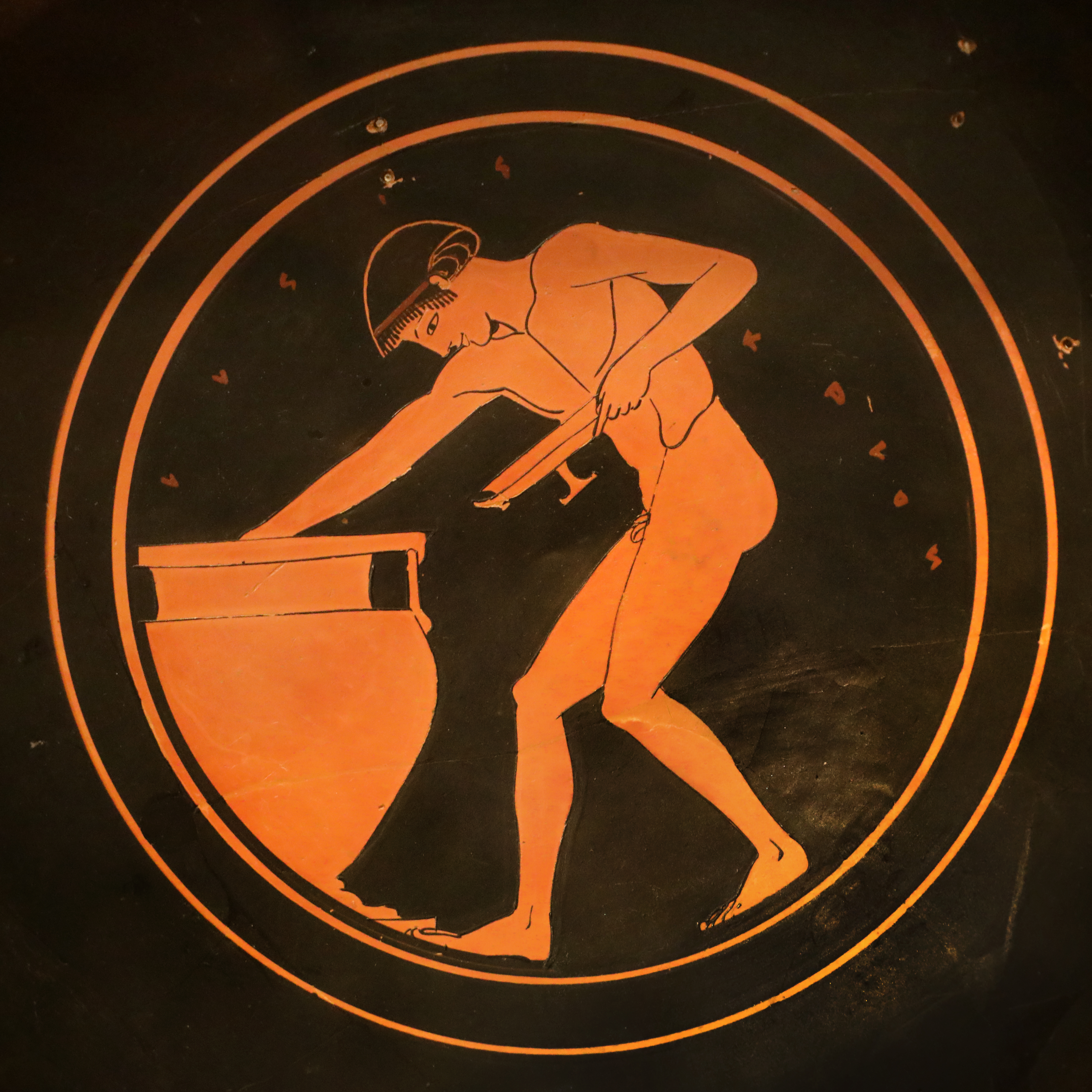
Joven llenando su copa de una crátera; tondo de un kílix, atribuido al Pintor de Antífona, 490-480 a. C. Museo Arqueológico Nacional de Atenas.

El tondo (tondi, en plural) es una composición pictórica realizada en forma de disco y no en rectángulo, como es tradicional. El término proviene del italiano rotondo, "redondo".
Los «tondi» fueron creados en la Antigüedad clásica, por ejemplo abunda en la cerámica griega de figuras rojas, sobre todo en el fondo de las copas llamadas kílix (de la que deriva la palabra «cáliz»). Se conserva una de estas copas con el retrato de Menandro, comediógrafo griego del siglo IV a. C., enmarcado en una composición circular.
Pero es durante el Renacimiento cuando conoce su apogeo, en boga desde que los pintores italianos lo reintroducen, al redescubrir sobre todo la imago clipeata romana. En el siglo XVI, el estilo pictórico del istoriato para la decoración de mayólica fue aplicado a grandes piezas cerámicas circulares.
Andrea della Robbia y otros miembros de su familia crearon tondi de terracota vítrea, que a menudo estaban enmarcados dentro de una corona de frutas y hojas, que se empotraban en paredes estucadas.
Igualmente, a partir del Renacimiento es utilizado como elemento arquitectónico. En el Spedale degli Innocenti de Florencia, orfanato diseñado por el arquitecto Filippo Brunelleschi entre 1421 y 1424, Andrea della Robbia se encargó (hacia 1490) de los tondos de terracota vítrea, con bebés en pañales sobre discos de color azul claro, para ser colocados en las enjutas de los arcos, encima de cada columna. Originalmente concebidos por Brunelleschi de color  blanco subsisten algunos tondos originales, pero otros son copias del siglo XIX.
El tondo se puso de moda en el siglo XV en Florencia, con Botticelli quien pintó varias Madonnas como la Virgen del Magnificat, y escenas narrativas. Miguel Ángel empleó tondos circulares en varias composiciones, pintadas y esculpidas, como el Tondo Taddei, el Tondo Doni en la  Galería Uffizi.

## Simbolismo
El círculo, la esfera y el disco remiten a la idea de perfección (véase cuadratura del círculo).

## Empleo
Además del tondo de madera o lienzo, cuando el espacio pictórico a pintar está situado en los techos (frescos murales), son frecuentes las representaciones de pinturas alegóricas llamadas Apoteosis (deificación de los poderosos representándolos en el aire).

## Tipología

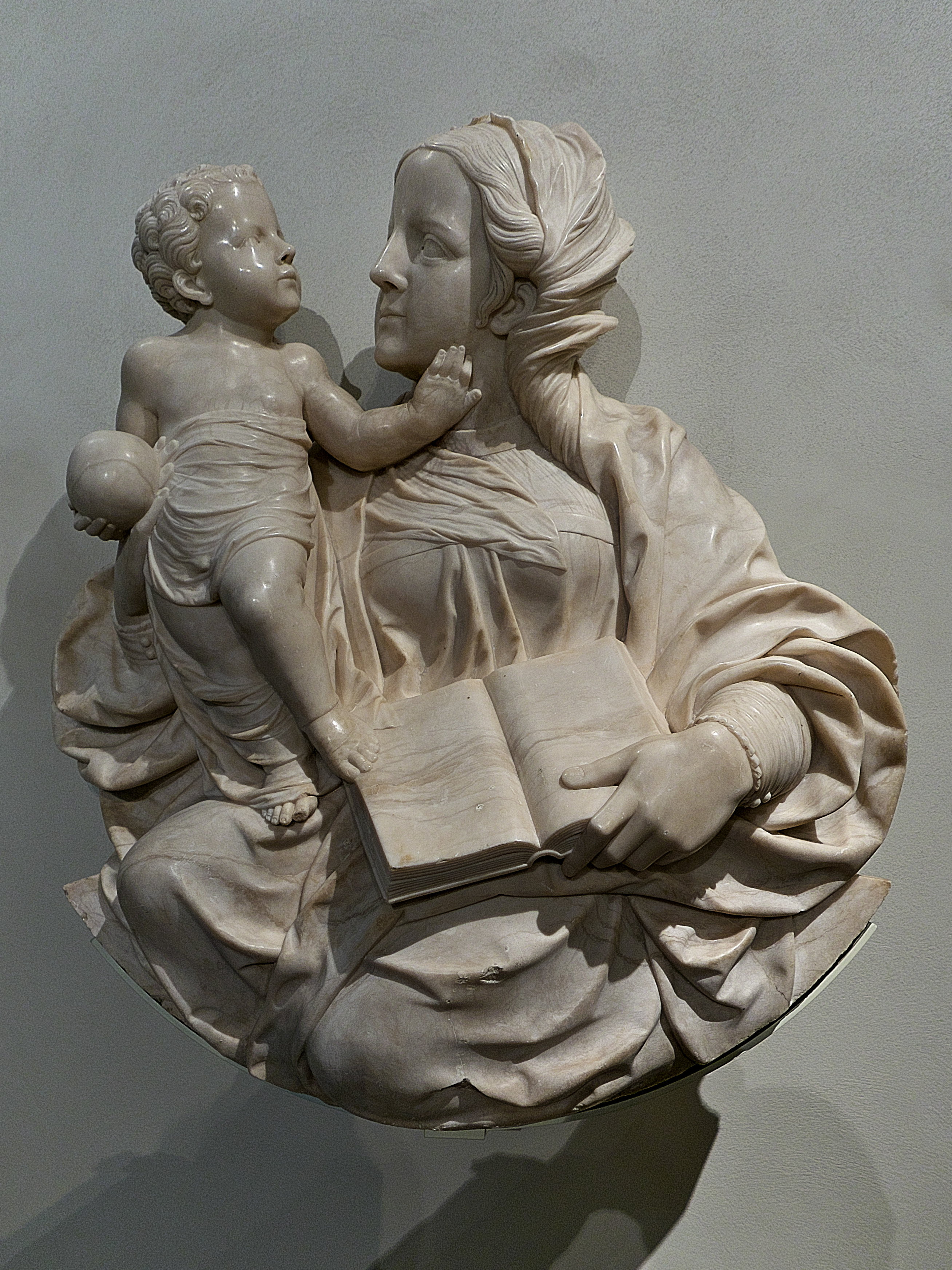
La Vigen con el Niño, Felipe Bigarny
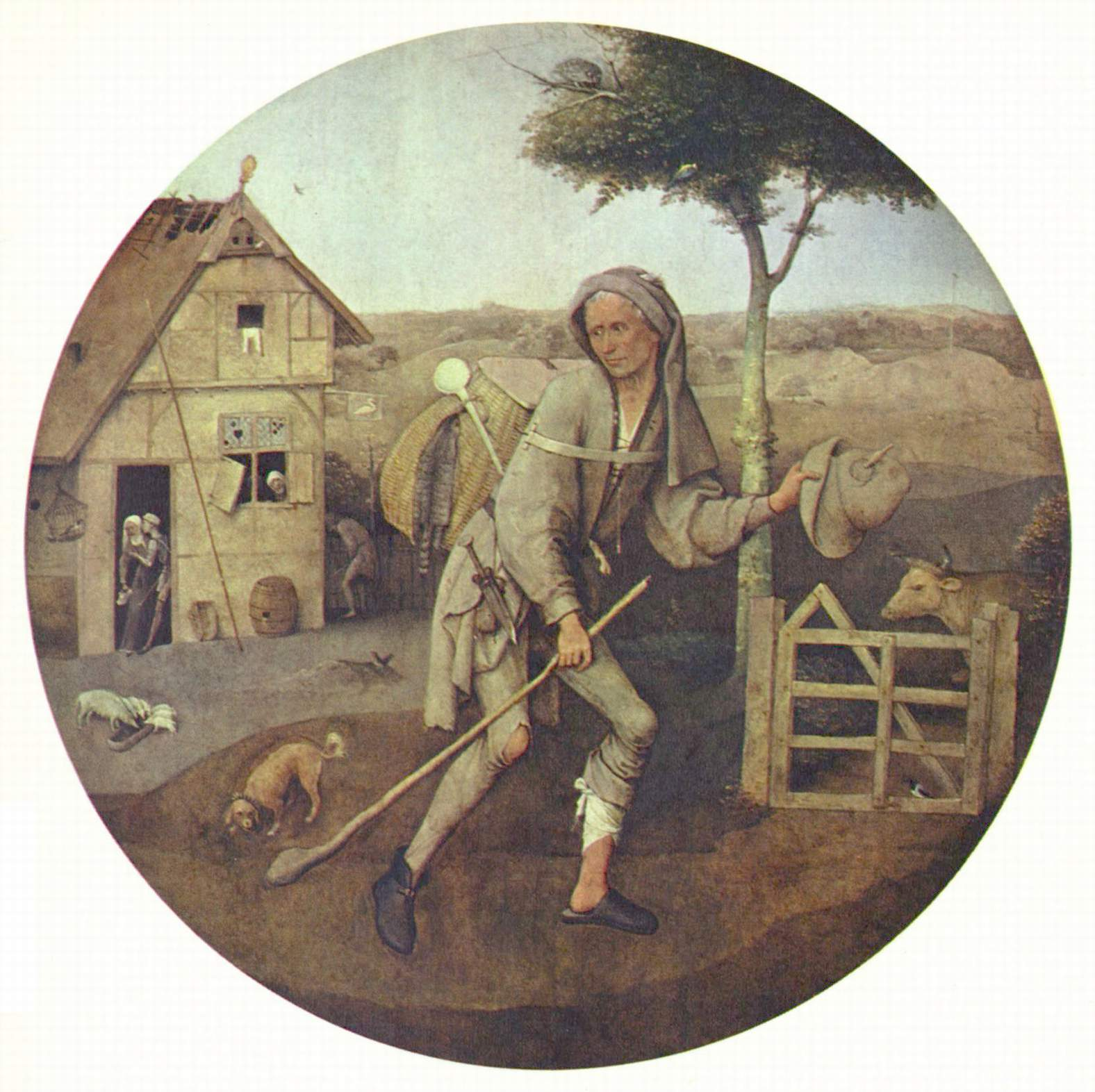
El hijo pródigo del Hieronymus Bosch.
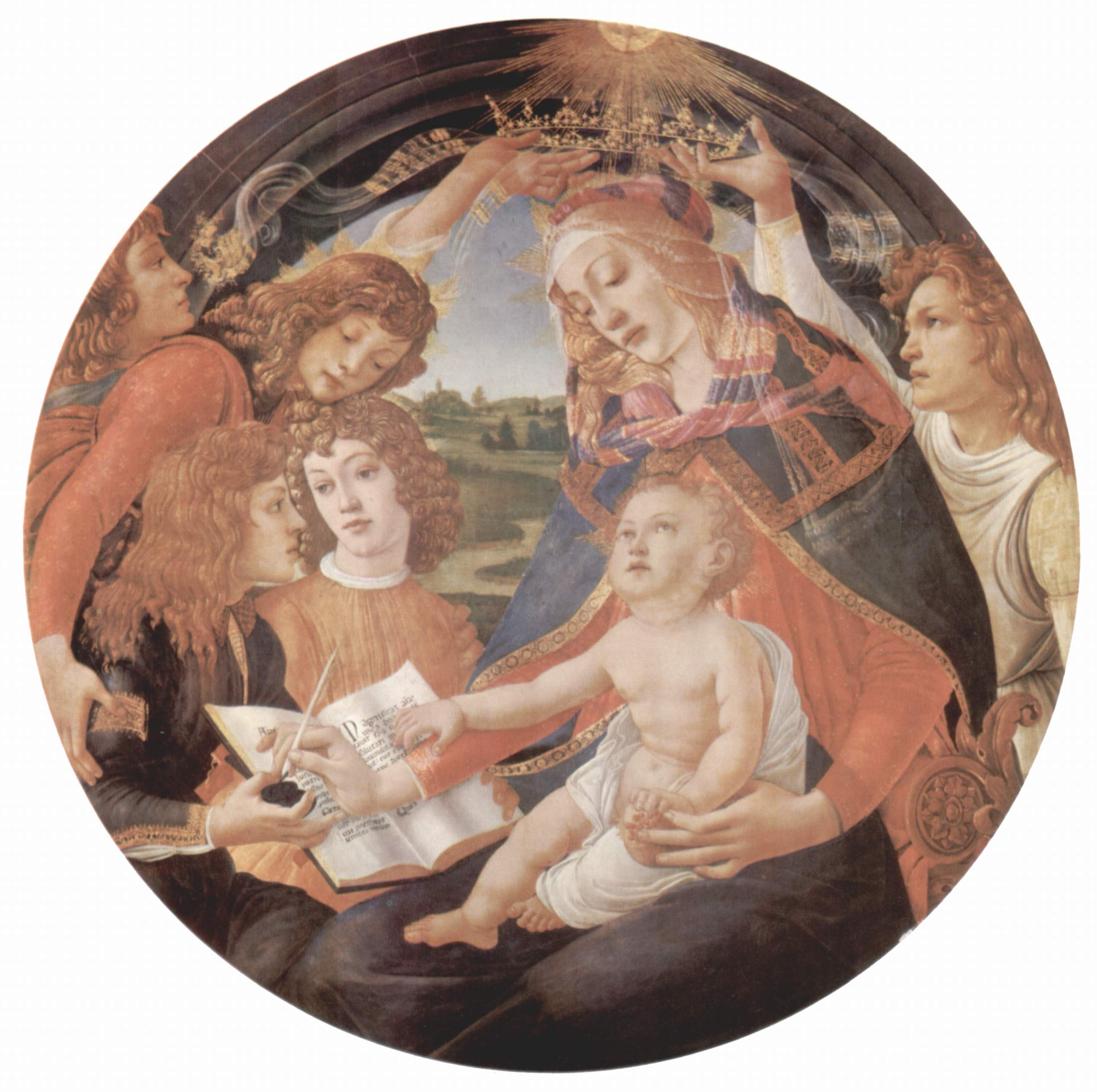
Virgen del Magnificat de Botticelli.
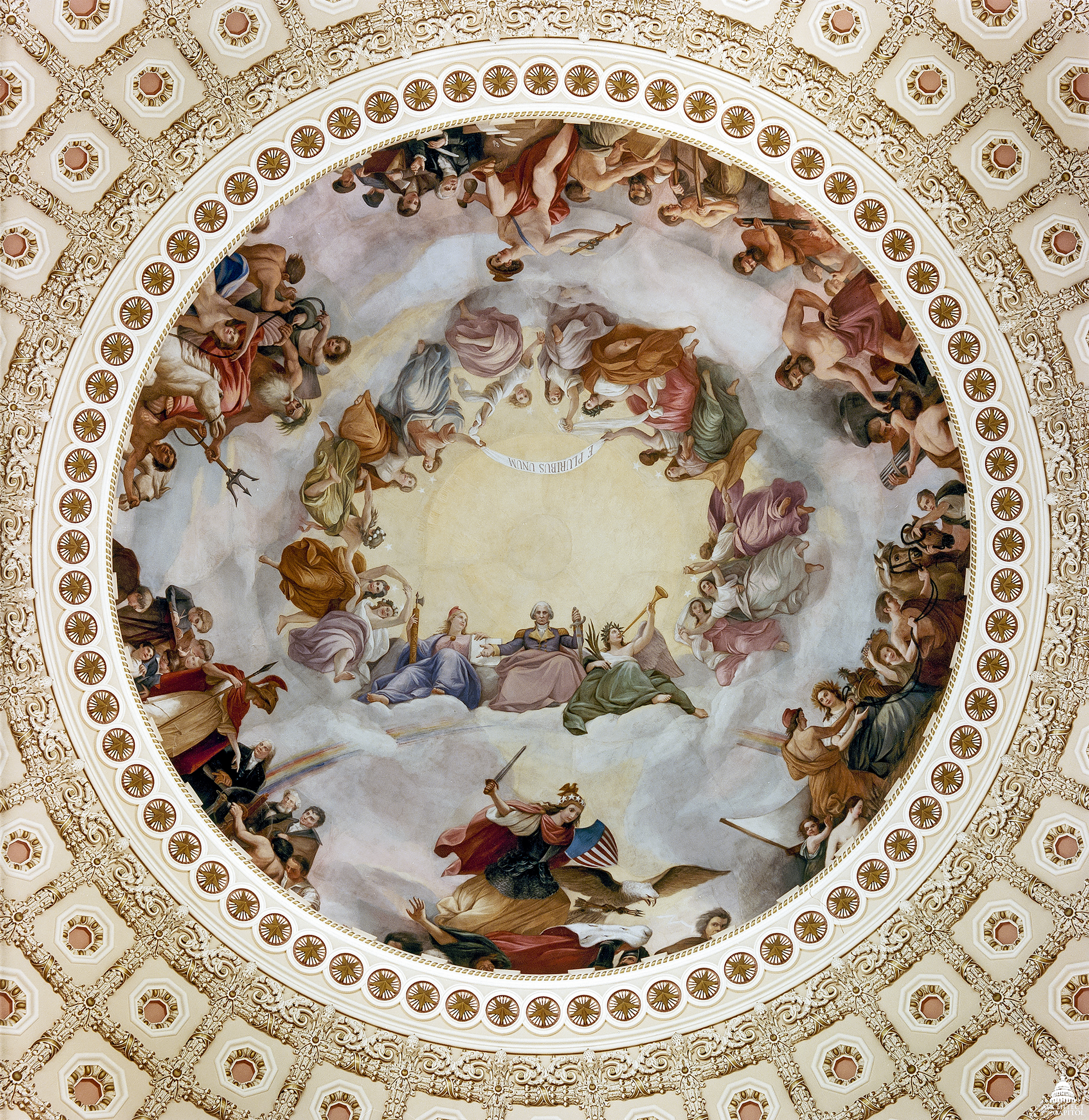
Apoteosis de George Washington.
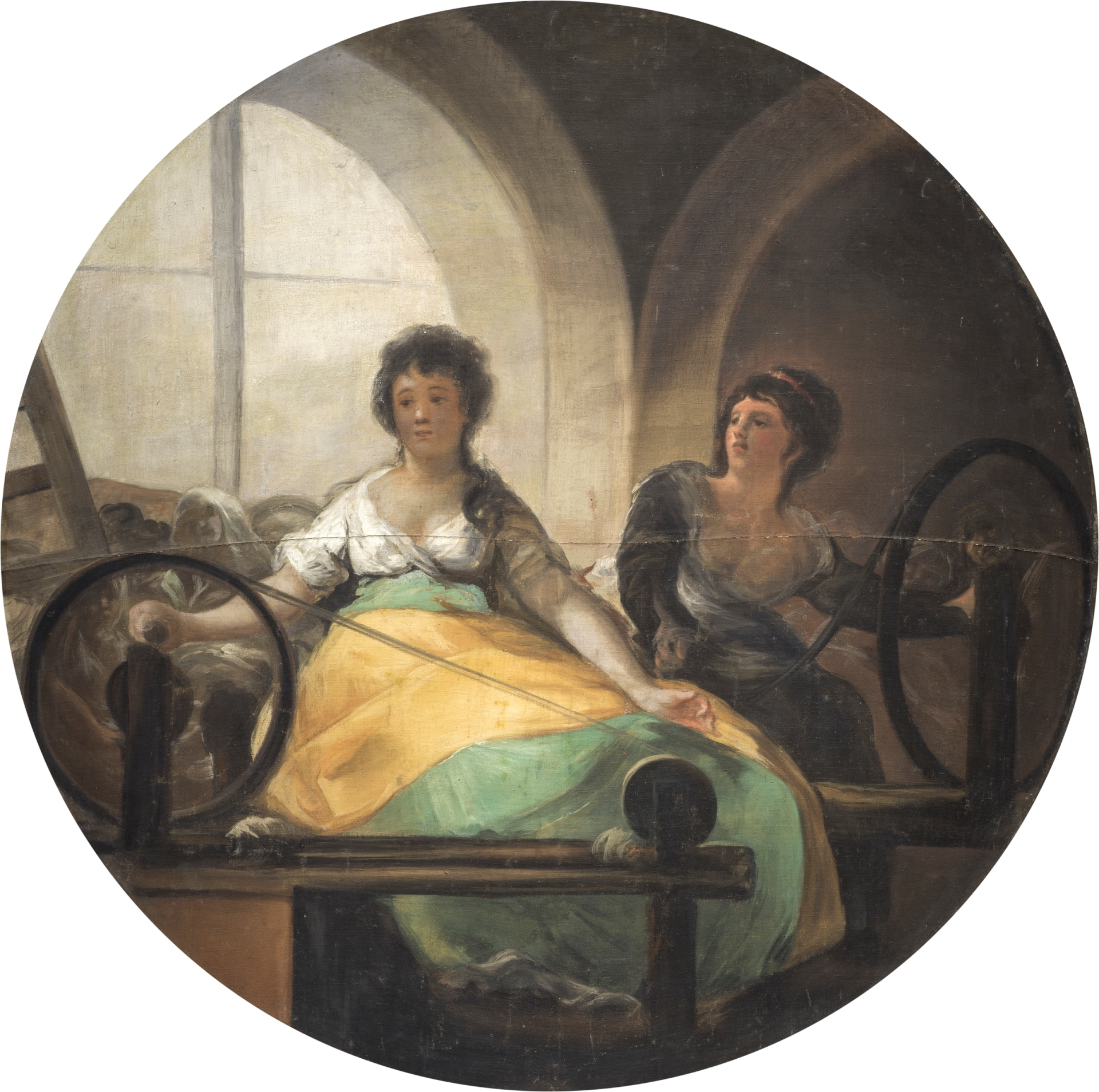
Alegoría de la industria, de Francisco de Goya.
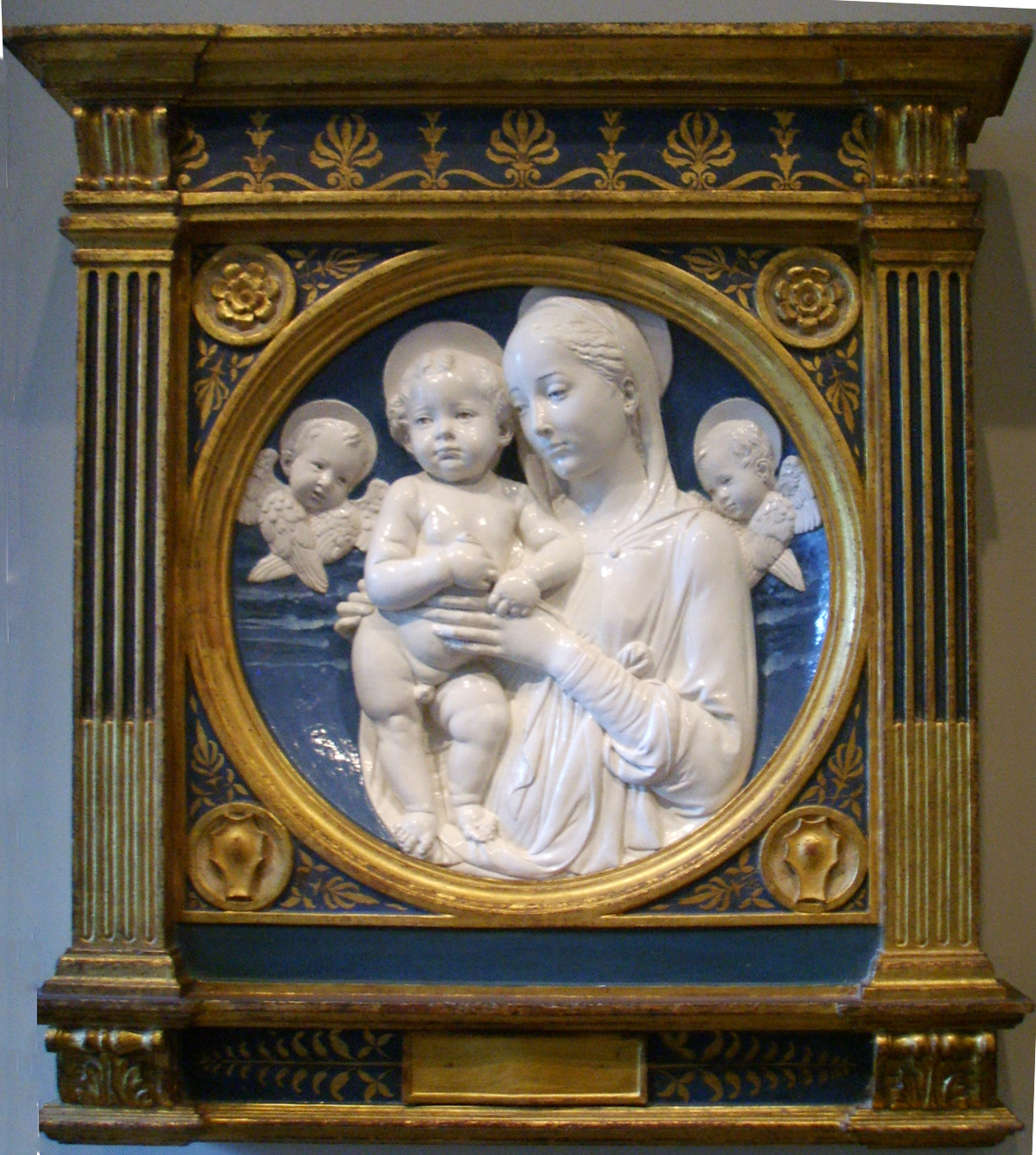
Tondo de Andrea della Robbia.
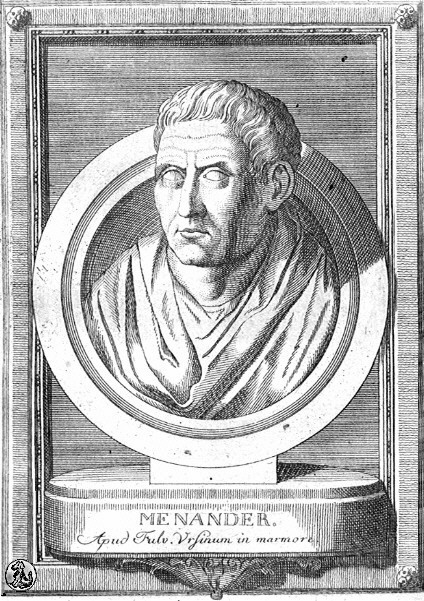
Tondo de Menandro.